# 金春館
金春館（こんぱるかん、1913年 開業 - 1923年9月1日 焼失）は、かつて存在した日本の映画館である。東京・銀座に位置し、銀座初の洋画専門館として知られ、ブルーバード映画の上映や、ハタノ・オーケストラが楽隊に入っていたことで知られる。

## 略歴・概要
1913年（大正2年）12月31日、東京府東京市京橋区加賀町17番地（現在の東京都中央区銀座7-4-17）で開館する。同館の入口は外堀通りではなく、現在のソニー通りに面していた。
1916年（大正5年）、「銀座も組の五番」の頭であった三橋栄太郎が所有権を得る。同年、波多野福太郎率いるハタノ・オーケストラを招聘、座付きの楽隊とする。当時の編成はヴァイオリン、フルート、ピアノのみであった。ヴァイオリニストの波多野福太郎はビオラ奏者の奥山貞吉との合作で、『金春マーチ』を作曲、上映前の同曲の演奏が人気となる。同年11月、楽隊にチェロが加わる。
同年7月1日、ユニヴァーサル・フィルム・マニュファクチュアリング・カンパニー（現在のユニバーサル・ピクチャーズ）の作品を播磨ユニヴァーサル商会が独占的に輸入することとなり、ユニヴァーサルが同年1月に傘下に設立したブルーバード映画を同館で上映したところ、爆発的な人気を呼ぶ。森岩雄（のちに東宝の副社長）は、金春館でブルーバード映画の最新作を観て、カフェーパウリスタ（現存）でカレーライスとコーヒーを摂ることが、知識人階級の若者たちにとって「文化的生活を生きること」と同義であったと証言する。当時旧制中学校の生徒であった山本嘉次郎、小林正、五所平之助、平野威馬雄らは、同館の常連であった。赤坂・葵館の主任弁士であった徳川夢声も、同館に通った。当時の弁士は小川紫明である。
1919年（大正8年）、前所有者から弟の三橋清松が所有権を引き継ぐ。同年、波多野の弟・波多野鑅次郎らとともにコントラバス、クラリネット、コルネット、トロンボーン、打楽器が加わり、楽隊は12名に拡大する。1920年（大正9年）ころまで、ブルーバード映画の上映は続けられた。木琴奏者の平岡養一は、同館での木琴演奏に憧れ、独学で木琴を学んだ。
1921年（大正10年）1月、松竹キネマが買収する。ハタノ・オーケストラは同館を離れ、横浜の花月園に移籍する。上映作品も松竹キネマ洋画部の買付作品に変わる。弁士には、生駒雷遊、滝田天籟、玉井旭洋、徳川夢声が迎えられた。
しかし、松竹の傘下になってから2年8ヵ月後の1923年（大正12年）9月1日、関東大震災により金春館は焼失する。跡地には、1934年（昭和9年）に日本電報通信社（現在の電通）の本社ビル（現在の旧電通本社ビル）が建ち、現在に至る。同じ銀座に松竹が開き、のちに演芸場に転換した金春映画劇場（東京都中央区銀座5-6-12、みゆき通りと西五番街通りの交差点北東角地に1938年開場。1945年に東京大空襲で焼失）はニュース劇場で、同館とは異なる。

## おもなフィルモグラフィ
ユニヴァーサル傘下のブルーバード映画以外のおもな作品の一覧である。
- 『マキシム』 Midnight at Maxim's : 監督ジョージ・L・サージェント、主演ロロー・ロイド、1915年カレム・カンパニー製作、同館1916年上映[1]
- 『黒い箱』 The Black Box : 監督オーティス・ターナー、主演ハーバート・ローリンソン、1915年ユニヴァーサル製作、同館1916年上映[13]
- 『沙漠の花』Rustling a Bride : 監督アーヴィン・ウィラット、主演ライラ・リー、1919年フェイマス・プレイヤー＝ラスキー製作、同館同年上映[14]
- 『疾風の如くに』The Roaring Road : 監督ジェームズ・クルーズ、主演ウォーレス・リード、1919年フェイマス・プレイヤー＝ラスキー製作、同館同年3月上映[15]

## 金春館と文学
多くの文学者が同館で映画をみたことを日記に書き残し、小説に同館を登場させている。
- 谷崎潤一郎『谷崎潤一郎全集』（中央公論社、1983年）
- 尾崎一雄『尾崎一雄全集』（筑摩書房、1986年）
- 芥川龍之介『田端日記』（『芥川龍之介全集8』、ちくま文庫、1989年）[16]
- 永井荷風『断腸亭日乗』（『荷風全集』、岩波書店、1948年）
- 高見順『高見順全集』（勁草書房、1977年）
- 五所平之助『わが青春 伝記・五所平之助』（大空社、1998年）[8]
- 山本嘉次郎『カツドウヤ紳士録』（大日本雄辯会講談社、1951年）[4]

## 他地域の金春館
大正末期の1924年 - 1926年の資料による各地の金春館の一覧である。
- 金春館 （札幌市北三條、現在の同市中央区北3条、現存せず）
- 金春館 （鞍手郡飯塚町、現在の飯塚市、現存せず）[18]

## 関連書籍
- 『西銀座・金春館小史』、荻野寧、1982年
- 『モダンな銀座の映画館「金春館」が74年ぶりに甦る』 : 『サライ』、小学館、1997年9月号